# Sunay Karamık
Sunay Karamık (* 1966 in Adana) ist eine türkische Politikerin der Adalet ve Kalkınma Partisi (AKP), die seit 2023 Mitglied der Großen Nationalversammlung (TBMM) ist.

## Leben
Sunay Karamık, Tochter von Rafet Karamık und dessen Ehefrau Ilkin Karamık, absolvierte nach dem Besuch des Adana Anadolu Lisesi (ALA) ein Studium an der Fakultät für Wirtschaftswissenschaften  und Internationale Beziehungen der Universität Istanbul. Sie war zudem Absolventin eines postgradualen Studiengangs der Fächer Management und Verwaltung der Harvard Kennedy School der Harvard University sowie des ADLER Learning International Leadership & Career Coaching. 1994 gründete sie die Personal- und Managementberatungsagentur KRM (Karamık Yönetim Danışmanlık AŞ) und führte für ihr Unternehmen Projekte in den Bereichen Auswahl und Platzierung von Führungskräften, Massenrekrutierung, saisonales und flexibles Arbeiten, Organisationsentwicklung, Talentmanagement, Bewertungszentrum, Persönlichkeitsinventur, Leistungsmanagement, Beschäftigung behinderter Arbeitskräfte, Berufsauswahl, Karrierecoaching und Personalwesen vorbereitet und Unternehmensberatung durch. 1999 bereitete und moderierte sie die Humankapital-Fernsehsendung „İnsan Kaynakları“, die jeden Sonntag live auf dem Wirtschaftsfernsehsender Kanal E übertragen wurde. Sie war außerdem Mitgründerin, Schatzmeisterin, Generalsekretärin und zwischen 2015 und 2017 Vorsitzende der Unterstützungsorganisation für weibliche Kandidaten KA-DER (Kadın Adayları Destekleme Derneği'nde Sayman), Mitgründerin und Generalsekretärin des Verbandes der Unternehmerinnen KAGİDER (Kadın Girişimciler Derneği') sowie Vorstandsmitglied des Frauenfonds Kadın Fonu von KAGİDER. Daneben engagierte sie sich als Vizepräsidentin der Vereinigung privater Arbeitsagenturen
Sunay Karamık war zwischen 2006 und 2007 PR-Direktorin und Mitglied des Vorstands der AKP der Istanbul und fungierte bei den Parlamentswahlen am 12. Juni 2011 als Leiterin des Wahlbüros in Adana. Zwischenzeitlich war sie Ideengeberin und Moderatorin der Karriere-Wettbewerbsendung „Kariyer Edin“, die auf 2009 TRT 1 ausgestrahlt wurde, sowie später noch Moderatorin der zwischen 2015 und 2019 auf dem Bildungssender TRT Okul gezeigten Karriere-Wettbewerbsendung „Kariyer Haritam“. Ferner verfasste sie Kolumnen für verschiedene Magazine und Nachrichtenportale. Innerhalb der AKP war sie Mitglied des Exekutivvorstandes sowie Vizepräsidentin für Wirtschaftsangelegenheiten. Als erste weibliche Geschäftsführerin der türkischen Luftfahrtindustrie und von Turkish Airlines THY (Türk Hava Yolları A. O.) fungierte sie zwischen 2016 und 2019 als erste Geschäftsführerin von THY Flight Training and Airport Management Inc. TAFA (Uçuş Eğitim ve Havalimanı İşletme A.Ş), einer 100-prozentigen THY-Tochtergesellschaft, und arbeitete daraufhin weiterhin für Turkish Airlines. Ferner absolvierte sie noch ein postgraduales Studium der Fachrichtung Politische Kommunikation an der 2018 gegründeten Hacı Bayram Veli-Universität in Ankara, welches sie mit einem Master beendete.
Bei der Parlamentswahl am 14. Mai 2023 wurde Sunay Karamık für die AKP für die Provinz Adana erstmals zum Mitglied der Großen Nationalversammlung TBMM (Türkiye Büyük Millet Meclisi) gewählt und gehört dieser seither an. In der aktuellen 28. Legislaturperiode ist sie seit dem 3. Juni 2023 Vorsitzende des Petitionsausschusses (Dilekçe Komisyonu).
Sunay Karamık ist Mutter von zwei Kindern.